# Рекс Харисън
Сър Реджиналд Кери „Рекс“ Харисън (на английски: Sir Reginald Carey "Rex" Harrison) е английски театрален и филмов актьор. 

## Биография
Той започва кариерата си на сцената през 1924 година. Печели първата си награда Тони за ролята си на Хенри VIII в „Ана на хиляда дни“ през 1949 година. Печели втората си Тони награда за ролята си на професор Хенри Хигинс в театралната продукция на „Моята прекрасна лейди“ през 1957 година. Филмовата версия през 1964 г. му донася Златен глобус и Оскар за най-добра главна мъжка роля.
В допълнение на своята театрална кариера, Харисън се появява в множество филми, между които „Клеопатра“ (1963 г.) и „Доктор Дулитъл“ (1967 г.). През юли 1989 г. Рекс Харисън получава рицарско звание от кралица Елизабет II.
През 1975 г. Харисън издава първата си автобиография. Втората е публикувана посмъртно през 1991 година.
Актьорът е женен общо шест пъти и има двама сина: Ноел и Кери Харисън. Той продължава да работи почти до смъртта си от рак на панкреаса през юни 1990 г., на 82-годишна възраст.

## Избрана филмография
| Година | Филм                  | Оригинално заглавие       | Роля                          | Режисьор      |
| ------ | --------------------- | ------------------------- | ----------------------------- | ------------- |
| 1964   | Моята прекрасна лейди | My Fair Lady              | професор Хенри Хигинс         | Джордж Кюкор  |
| 1965   | Страдание и възторг   | The Agony and the Ecstasy | папа Юлий II                  | Карол Рийд    |
| 1965   | Жълтият Ролс-Ройс     | The Yellow Rolls-Royce    | Лорд Чарлз, Маркис на Фринтън | Антъни Аскуит |